# Mario Cometto
Mario Cometto (La Spezia, 20 marzo 1905 – 10 ottobre 1931) è stato un calciatore italiano, di ruolo attaccante.

## Carriera
A partire dal 1922-1923 disputa con lo Spezia 14 gare segnando 3 reti in massima serie.
In seguito milita nel G.S. Odero-Terni di La Spezia.